# Malacolimax kostalii
Malacolimax kostalii is een slakkensoort uit de familie van de Limacidae. De wetenschappelijke naam van de soort is voor het eerst geldig gepubliceerd in 1900 door Babor.